# 7. Fallschirmjäger-Division
7. Fallschirmjäger-Division foi uma unidade de paraquedistas da Luftwaffe que prestou serviço durante a Segunda Guerra Mundial. Foi criada no dia 9 de Outubro de 1944 a partir da Fallschirmjäger-Division Erdmann, e incorporou todas as suas dependências.

## Comandantes
- Wolfgang Erdmann, 9 de Outubro de 1944 - 8 de Maio de 1945[2]